# Krækjebærskjæra
Krækjebærskjæra est une île norvégienne du comté de Hordaland appartenant administrativement à Askøy.

## Description
Rocheuse et désertique, elle s'étend sur environ 122 m de longueur pour une largeur approximative de 37 m. 